# 欧文·罗斯
欧文·罗斯（Irwin Rose，1926年7月16日—2015年6月2日），美国生物化学家。由于发现了泛素调解的蛋白质降解，与阿龙·切哈诺沃、阿夫拉姆·赫什科一起获得了2004年诺贝尔化学奖。

## 生平
歐文·羅斯生於美國紐約州紐約市布魯克林區，父親哈利·羅斯（Harry Royze）與母親艾拉·格林瓦（Ella Greenwald）是世俗猶太人，經營一家裝潢建材行。羅斯曾在二戰時進入美國海軍服役，此前一年則就讀於華盛頓州立大學。戰爭結束後，羅斯重拾書本，於1948年獲得芝加哥大學學士學位，1952年獲得生物化學博士學位。1954年至1963年間，羅斯任教於耶魯大學醫學院生物化學學系；1963年進入福克斯·蔡斯癌症中心，工作直至1995年退休。
羅斯在1970年代時成為賓夕法尼亞大學生物化學教授。之后成为加州大學爾灣分校醫學院生理學和生物物理學駐校教授。
2015年6月2日在迪尔菲尔德 (马萨诸塞州)於睡夢中逝世，享年88歲。

## 著作
- Hershko, A.; Ciechanover, A.; Rose, I.A., , Proc. Natl. Acad. Sci. USA, 1979, 76 (7): 3107–3110, PMC 383772 , PMID 290989, doi:10.1073/pnas.76.7.3107 （英语）.
- Hershko, A.; Ciechanover, A.; Heller, H.; Haas, A.L.; Rose, I.A., , Proc. Natl. Acad. Sci. USA, 1980, 77 (4): 1783–1786, PMC 348591 , PMID 6990414, doi:10.1073/pnas.77.4.1783 （英语）.

## 外部連結
- 诺贝尔官方网站欧文·罗斯自传 （页面存档备份，存于） （英文）